# Ceratobunoides
Ceratobunoides is een geslacht van hooiwagens uit de familie Sclerosomatidae.
De wetenschappelijke naam Ceratobunoides is voor het eerst geldig gepubliceerd door Roewer in 1923. 

## Soorten
Ceratobunoides omvat de volgende 2 soorten:
- Ceratobunoides bandarensis
- Ceratobunoides sumatranus